# Alchemilla angustifolia
Alchemilla angustifolia är en rosväxtart som beskrevs av Robert Buser. Alchemilla angustifolia ingår i släktet daggkåpor, och familjen rosväxter. Inga underarter finns listade i Catalogue of Life.